# Ewa Pajor
Ewa Pajor (Uniejów, 1996. december 3. –) lengyel női válogatott labdarúgó, a Barcelona játékosa.

## Pályafutása

### Klubcsapatokban
Az Orlęta Wielenin és a Medyk Konin korosztályos csapataiban ismerkedett meg a labdarúgás alapjaival, majd utóbbi klubban lett profi labdarúgó. 2012. április 14-én mutatkozott be a bajnokságban a Biała Podlaska csapata ellen csereként góllal, ezzel ő lett a liga legfiatalabb debütálója és gólszerzője. Az itt töltött időszaka alatt többször nyert bajnokságot és kupát is csapatával.
2015. március 5-én bejelentették, hogy a német VfL Wolfsburg csapatába igazol, amely június 26-án lépett hatályba. November 7-én a kupában mutatkozott be az SGS Essen ellen góllal. 2017 decemberében 2020. június 30-ig meghosszabbította szerződését a klubbal. A 2018–19-es szezonban 24 góllal a bajnokság gólkirálynője lett. Wolfsburgi tartózkodása alatt minden sorozatot összevetve 196 mérkőzésen 136 gólt lőtt, emellett négy UEFA Női Bajnokok Ligája döntőben szerepelt, melyeken ezüstérmet szerzett.
2024. június 17-én hároméves szerződést írt alá a Barcelona együtteséhez.

### A válogatottban
Tagja volt a 2013-as U17-es női labdarúgó-Európa-bajnokságon aranyérmet szerző korosztályos válogatottnak, valamint a torna legjobb játékosa díját is megkapta. 2013. augusztus 20-án debütált a felnőttek között a Csehország elleni Balaton kupán, ezen a mérkőzésen megszerezte első gólját is.

## Sikerei, díjai

### Klub
- Medyk Konin
  - Ekstraliga: 2013–14, 2014–15
  - Lengyel kupa: 2012–13, 2013–14, 2014–15
- VfL Wolfsburg
  - Bundesliga: 2016–17, 2017–18, 2018–19, 2019–20, 2021–22
  - Német kupa: 2015–16, 2016–17, 2017–18, 2018–19, 2019–20, 2020–21, 2022–23, 2023–24

### Válogatott
- Lengyelország U17
  - U17-es női labdarúgó-Európa-bajnokság: 2013
- Lengyelország
  - Isztria-kupa győztes: 2015
  - Ciprus-kupa ezüstérmes: 2016[9]

### Egyéni
- U17-es női labdarúgó-Európa-bajnokság – A torna legjobb játékosa: 2013
- Bundesliga – A bajnokság legjobb góllövője: 2018–19, 2023–24
- Bajnokok Ligája – Legjobb góllövő: 2022–23
- Az év lengyel női labdarúgója: 2018, 2019, 2022, 2023